# Ewa Rewers
Ewa Stefania Rewers (ur. 1952) – polska filozof, profesor nauk humanistycznych, profesor Wydziału Antropologii i Kulturoznawstwa Uniwersytetu im. Adama Mickiewicza w Poznaniu, kierownik Zakładu Kulturowych Studiów Miejskich w Instytucie Kulturoznawstwa UAM.

## Życiorys
27 października 1997 habilitowała się na podstawie oceny dorobku naukowego i pracy zatytułowanej Język i przestrzeń w poststrukturalistycznej filozofii kultury. 8 czerwca 2006 nadano jej tytuł profesora w zakresie nauk humanistycznych. Była sekretarzem Komitetu Nauk o Kulturze I Wydziału Nauk Humanistycznych i Społecznych Polskiej Akademii Nauk i w Centrum Badań Interdyscyplinarnych. Jest przewodniczącą Komitetu Nauk o Kulturze na I Wydziale Nauk Humanistycznych i Społecznych PAN.
Była wiceprezesem Polskiego Towarzystwa Kulturoznawczego.
Uczestnictwo w grantach:
- Kierownik, „Miasto w sztuce – sztuka miasta. Analiza kulturowa przestrzeni miejskich przełomu XX i XXI wieku”, 2007, 3818/H03/2007/32, MNiSzW;
- Kierownik, „Rozkwit kultur miejskich w Europie Centralnej”, 2011, NCN 116 614 740;
- Wykonawca, „The Contradictions of Urban Art”, 2013, NPRH (wydanie książki w j. ang.);
- Kierownik, 2019 – „Ocena naukowa współpracy między instytutami prowadzącymi studia kulturoznawcze oraz miejskimi wydziałami i instytucjami kultury”, DUN Polska Akademia Nauk

## Publikacje
Wydane książki:
- Społeczna świadomość językowo-artystyczna, Poznań 1991, Wydawnictwo Naukowe UAM.
- Język i przestrzeń w poststrukturalistycznej filozofii kultury, Poznań 1996, Wydawnictwo Naukowe UAM.
- Language and Space: The Poststructuralist Turn in the Philosophy of Culture, Frankfurt am Main: Peter Lang, 1999.
- Post-polis. Wstęp do filozofii ponowoczesnego miasta, Kraków: Universitas 2005.
- Miasto-twórczość. Wykłady krakowskie, Kraków: Wydawnictwo ASP 2010.
- The Contradictions of Urban Art. Contrasting Models of Critical Consciousness, Lit Verlag 2013.

Redakcja książek:
- Pojednanie tożsamości z różnicą?, (Wstęp, wybór i opracowanie), Wydawnictwo Fundacji Humaniora, Poznań 1995.
- Przestrzeń, filozofia i architektura, (redakcja, wstęp, tłum.) E. Rewers, Poznań: Wydawnictwo Fundacji Humaniora, 1999.
- Man within Culture at the Threshold of the 21st Century, (z J. Sójką) Poznań: Wydawnictwo Fundacji Humaniora 2001.
- Nowoczesność po ponowoczesności, Dziamski, E. Rewers (red.), Poznań: Wydawnictwo Naukowe UAM 2007.
- Sztuka – kapitał kulturowy polskich miast, (red. z A. Skórzyńska), Poznań: Wydawnictwo Naukowe UAM, 2010.
- Miasto w sztuce – sztuka miasta, (red. i wstęp), Kraków: Universitas 2010.
- Kulturowe studia miejskie, (rozdział, wstęp, red.) Wydawnictwo NCK, 2014.
- The Rise of City Cultures in the Central Europe, Wydawnictwo Naukowe PWN 2015.

## Nagrody
1. Nagroda rektora UAM I stopnia za publikację „Język i przestrzeń w poststrukturalistycznej teorii kultury”[5]
2. Nagroda Ministra Nauki i Szkolnictwa Wyższego za książkę „Postpolis. Wstęp do filozofii ponowoczesnego miasta”[5].
3. Medal KEN[5]